# Vesce

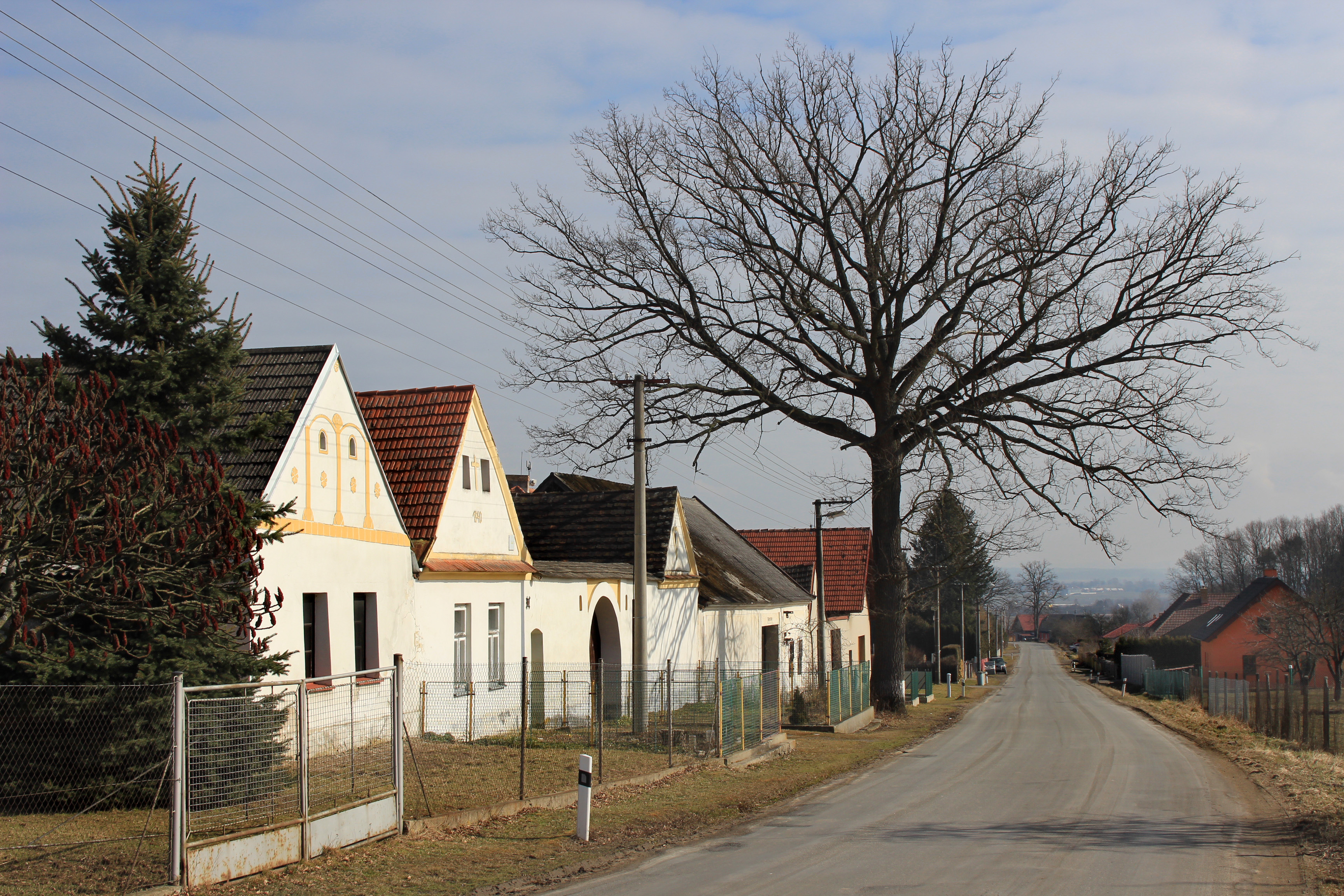
Die Hauptstraße

Vesce (deutsch Wesetz, früher Wesec) ist eine Gemeinde in Tschechien. Sie liegt vier Kilometer südwestlich von Soběslav in Südböhmen und gehört zum Okres Tábor.

## Geographie
Vesce befindet sich linksseitig der Lainsitz im Landstrich Soběslavská blata im Wittingauer Becken. Nördlich erhebt sich die Chrastina (513 m).
Nachbarorte sind Chmelařka, Mokrá, Nedvědice, Veselka und Pod Svákovem im Norden, Soběslav im Nordosten und Osten, Čeraz, Čejnov und Dráchov im Südosten, Žíšov, Borkovice und Hajnice im Süden, Borkovický Dvůr, Zálší und Klečaty im Südwesten, Záluží im Westen sowie Vlastiboř und U Luhu im Nordwesten.

## Geschichte
Die erste schriftliche Erwähnung erfolgte 1421 als Wirtschaftshof des von den Hussiten zerstörten Klosters Louňovice. Kaiser Sigismund überschrieb den Hof 1436 zusammen mit dem weiteren Besitz des Klosters in das Eigentum der Hussitenstadt Tábor, die sich dessen bereits zuvor bemächtigt hatte. Das Dorf entstand durch Emphyteutisierung des Klosterhofes. 1548 erwarben die Rosenberger Erben Wesec und schlugen das Dorf ihrer Herrschaft Wittingau zu. Im Jahre 1713 kaufte die zur Herrschaft Wittingau zugehörige Schutz- und Munizipalstadt Soběslav das Dorf der Herrschaft ab. Im Jahre 1840 bestand Wesetz/Wesce aus 13 Häusern mit 90 Einwohnern. Pfarrort war Nedwietitz (Nedvědice). Bis zur Mitte des 19. Jahrhunderts blieb Wesetz immer als Ratsdorf der Stadt Soběslav untertänig.
Nach der Aufhebung der Patrimonialherrschaften bildete Vesce/Wesetz ab 1850 mit den Ortsteilen Ceraz und Mokré eine Gemeinde in der Bezirkshauptmannschaft Tábor und dem Gerichtsbezirk Soběslav. Beide Ortsteile lösten sich 1878 los und bildeten eigene Gemeinden. Im Jahre 1948 wurde Vesce aus dem Okres Tábor in den neugebildeten Okres Soběslav ausgegliedert. Dieser wurde 1961 wieder aufgelöst und Vesce erneut dem Okres Tábor zugeordnet. Zugleich erfolgte die Eingemeindung von Mokrá und Čeraz. Zum 1. Juli 1980 wurde Vesce mit seinen beiden Ortsteilen in die Stadt Soběslav eingemeindet. Nach einem Referendum lösten sich Vesce, Mokrá und Čeraz zum 24. November 1990 wieder los und bildeten die Gemeinde Vesce.

## Gemeindegliederung
Die Gemeinde Vesce besteht aus den Ortsteilen Čeraz (Tscheras), Mokrá (Mokra) und Vesce (Wesetz) mit der Ortslage Chmelařka sowie den Einschichten Čejnov und U Luhu.

## Sehenswürdigkeiten
- Kapellen in Vesce, Mokrá und Čeraz
- Naturschutzgebiet Dráchovské tůně, Sumpfgebiet mit abgeworfenen Mäandern der Lainsitz, südöstlich des Ortes
- Burgstall Svákov, nordöstlich des Dorfes
- Mariankapelle am Svákov
- Gehöfte im südböhmischen Bauernbarock